# 小乔站
小乔站是郑州地铁城郊线的地铁车站，位于中华人民共和国河南省郑州市新郑市龙湖镇泰山路与紫荆山南路交叉口东侧，于2023年9月22日正式启用。

## 车站结构
小乔站的主体结构设于泰山路上方，呈东西走向，为高架三层车站，2层为站厅层，3层为站台层。该站东侧设单渡线。
| 3F | 侧式站台 | 空调候车室、 至站厅                              |
| 3F | █ 城郊线 | 往南四环/2号线贾河 （双湖大道）                  |
| 3F | █ 城郊线 | 往郑州航空港站 （华南城西）                      |
| 3F | 侧式站台 | 空调候车室、 至站厅                              |
| 2F | 站厅     | 客服中心、自动售票机、行李检查、闸机、车站控制室 |
| 1F | 地面     | 所有出入口、泰山路                               |

### 站厅
小乔站的站厅位于2层，设有客服中心、自动售票机、行李检查等设施。站厅由闸机和栏杆分隔为付费区和非付费区，付费区位于站厅东侧，内设有自动扶梯、步梯和无障碍电梯，分别连接站厅上层的两座站台。站厅付费区南侧设有卫生间。

### 站台
小乔站设两座高架侧式站台，位于3层，均安装有半高站台门。站台呈东西向，南侧站台由城郊线下行（郑州航空港站方向）列车使用，北侧站台由城郊线上行（南四环/2号线贾河方向）列车使用。因本站为未封闭的高架站台，两座站台上均设置有空调候车室。

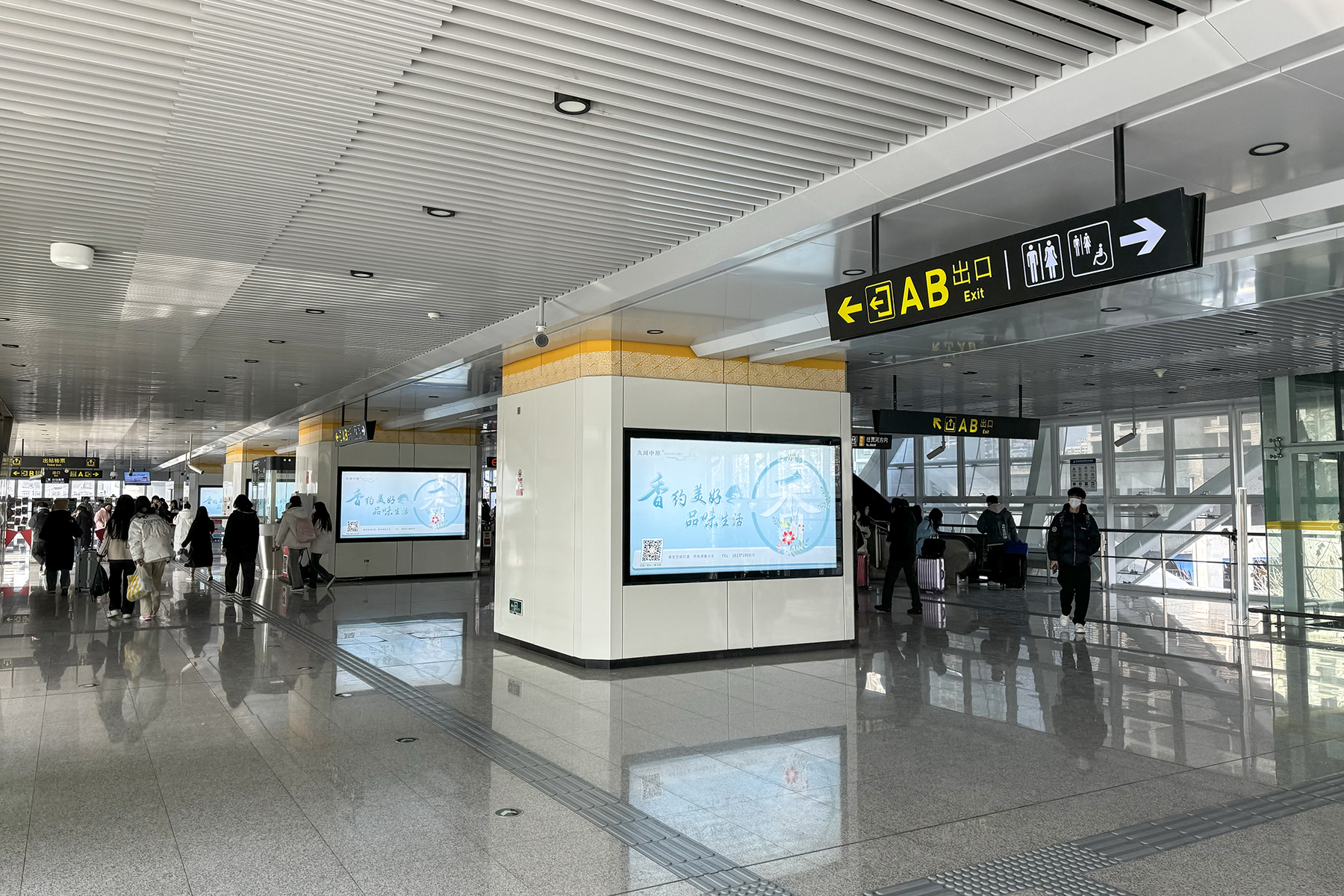
站厅
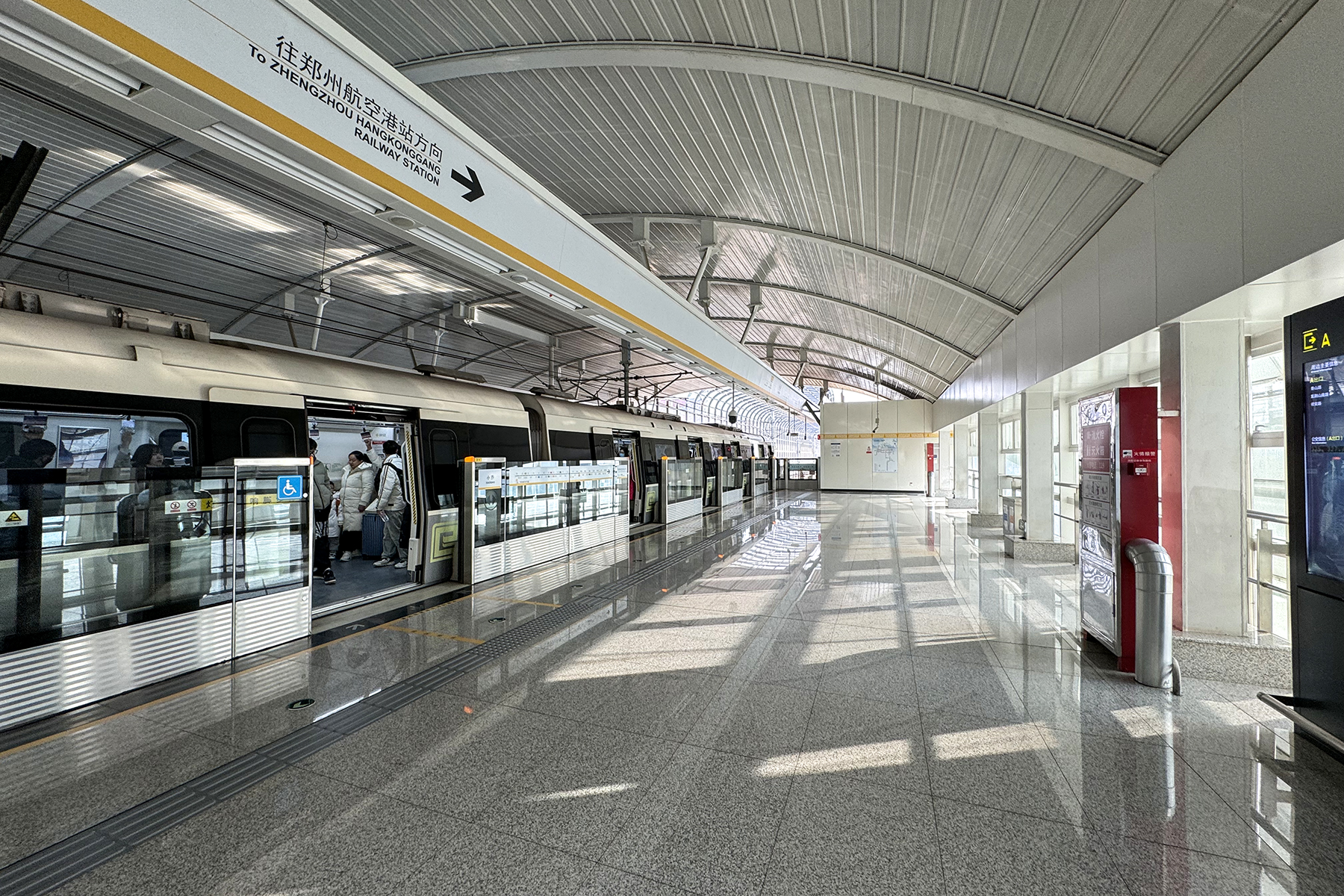
南侧站台
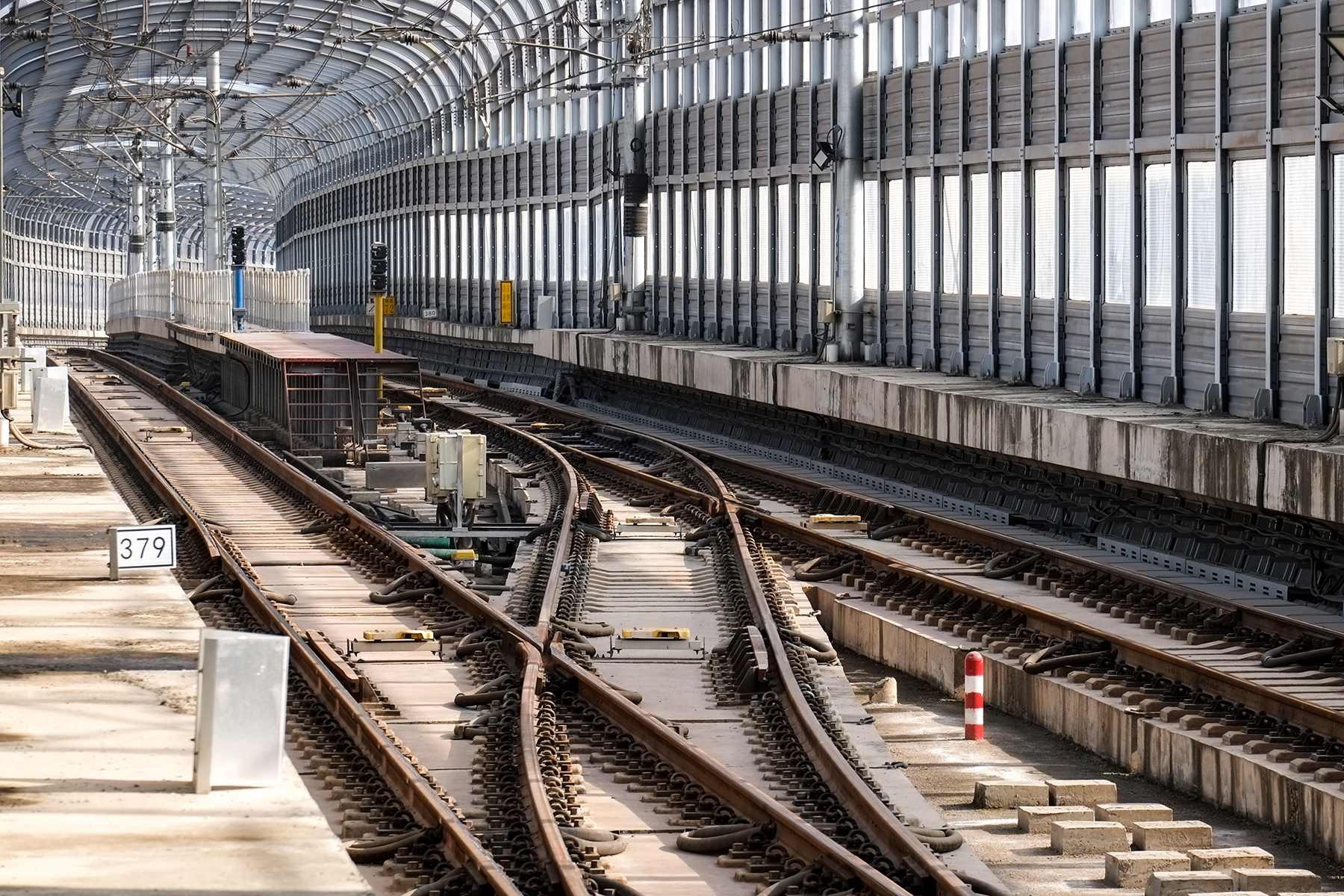
车站东侧的单渡线

### 出入口
小乔站设A、B两个出入口，分别位于站厅的北侧和南侧，并通过天桥连接泰山路两侧和站厅的非付费区。两个出入口在天桥尽头分别又分为A1、A2口和B1、B2口，连接地面。其中A1口和B1口设无障碍电梯。
小乔站南侧的B口在2017年城郊线通车时已建成，北侧的A口则因拆迁受阻，未能随车站一同建设，于2023年才建设完成。该站各出入口的信息如下表所示。
| 紫荆山南路泰山路 | 紫荆山南路泰山路 | 紫荆山南路泰山路 | 紫荆山南路泰山路 | 紫荆山南路泰山路 |
| 编号             | 路线             | 路线             | 路线             | 备注             |
| ---------------- | ---------------- | ---------------- | ---------------- | ---------------- |
| 567              | 河南机电职业学院 | ⇆                | 火车站南港湾     |                  |

| 泰山路紫荆山南路 | 泰山路紫荆山南路 | 泰山路紫荆山南路 | 泰山路紫荆山南路 | 泰山路紫荆山南路 |
| 编号             | 路线             | 路线             | 路线             | 备注             |
| ---------------- | ---------------- | ---------------- | ---------------- | ---------------- |
| 567              | 河南机电职业学院 | ⇆                | 火车站南港湾     |                  |

## 運营模式
城郊線目前与2号线实行直通运营，并开行大小交路列车，只有以孟庄站或郑州航空港站为起讫站的列车会途經本站。

## 历史
小乔站因拆迁受阻影响北侧出入口建设，未能在2017年1月12日随城郊线开通运营而启用，城郊线列车在随后的6年半时间内在该站越站通过。直至在出入口建设完毕后，该站于2023年9月22日正式启用。

### 争议事件
小乔站的北侧出口因附近的名叫老刘超市的三层小楼无法拆迁而无法开始建设，导致车站因出入口数量不足而无法通过消防验收，并因此未能随城郊线其他车站同时开通，这使得车站附近的7万名学生与居民需至2公里以外的双湖大道站乘坐地铁。
小乔站附近小乔村的拆迁始于2012年，而老刘超市所有者刘学德因补偿款问题以及与附近村庄补偿差别较大，且刘学德非郑州本地人，按照规定无法得到安置，因此与龙湖镇政府在拆迁问题上无法达成共识。2019年11月，新郑市人民政府作出房屋征收决定，并于2020年9月作出《房屋征收补偿决定》，对其房屋进行货币化安置。刘学德不服，先后向郑州市中级人民法院、河南省高级人民法院提起诉讼。2021年11月，河南省高级人民法院作出终审判决，驳回刘学德的上诉。随后在2022年3月，新郑市人民法院裁定准予强制执行《房屋征收补偿决定》，由龙湖镇政府组织实施。2022年4月29日，依据法院判决，老刘超市被拆除，小乔站的北侧出入口方得以施工建设。